# Poecilosclerida
De orde der Poecilosclerida vormen een specifieke groep binnen de klasse van de gewone sponzen of Demospongiae.

## Taxonomie
De orde werd voor het eerst beschreven door Émile Topsent in 1928, maar in de loop van de 20e eeuw werden er vele aanpassingen gedaan :
- Hajdu, van Soest en Hooper maakten in 1994 een indeling in onderordes.
- Max Walker de Laubenfels voegde in 1936 een aantal nieuwe families in, waaronder de Amphilectidae en de Podospongiidae.
- James Edgar Dandy had tussen 1922 en 1924 reeds vele families beschreven, die door Topsent werden gerangschikt. Het gaat om onder andere de Acarnidae, de Cladorhizidae, de Guitarridae, de Isodictyidae, de Coelosphaeridae, de Crellidae, de Iotrochotidae en de Myxillidae.

## Onderorden en families
- Niet ingedeeld in onderorde
  - Familie Amphilectidae
  - Familie Anchinoidae
  - Familie Phorbasidae
  - Familie Plocamiidae
- Onderorde Microcionina
  - Familie Acarnidae
  - Familie Microcionidae
  - Familie Raspailiidae
  - Familie Rhabderemiidae
- Onderorde Mycalina
  - Familie Cladorhizidae
  - Familie Desmacellidae
  - Familie Esperiopsidae
  - Familie Guitarridae
  - Familie Hamacanthidae
  - Familie Isodictyidae
  - Familie Merliidae
  - Familie Mycalidae
  - Familie Podospongiidae
  - Familie Sigmaxinellidae
- Onderorde Myxillina
  - Familie Chondropsidae
  - Familie Coelosphaeridae
  - Familie Crambeidae
  - Familie Crellidae
  - Familie Dendoricellidae
  - Familie Desmacididae
  - Familie Hymedesmiidae
  - Familie Iotrochotidae
  - Familie Myxillidae
  - Familie Phellodermidae
  - Familie Tedaniidae
- Onderorde Latrunculina
  - Familie Latrunculiidae

## Indeling volgens <WoRMS>
- Acarnidae Dendy, 1922
- Chondropsidae Carter, 1886
- Cladorhizidae Dendy, 1922
- Coelosphaeridae Dendy, 1922
- Crambeidae Lévi, 1963
- Crellidae Dendy, 1922
- Dendoricellidae Hentschel, 1923
- Desmacididae Schmidt, 1870
- Esperiopsidae Hentschel, 1923
- Guitarridae Dendy, 1924
- Hymedesmiidae Topsent, 1928
- Iotrochotidae Dendy, 1922
- Isodictyidae Dendy, 1924
- Latrunculiidae Topsent, 1922
- Microcionidae Carter, 1875
- Mycalidae Lundbeck, 1905
- Myxillidae Dendy, 1922
- Phellodermidae van Soest & Hajdu, 2002
- Podospongiidae de Laubenfels, 1936
- Tedaniidae Ridley & Dendy, 1886